# 倪政建
倪政建（1930年4月—），福建福清人，中华人民共和国政治人物、外交官。

## 生平
1987年，接替张龙海，担任中华人民共和国驻新西兰大使。1991年，由李金华接任。